# Amtsgericht Lörrach

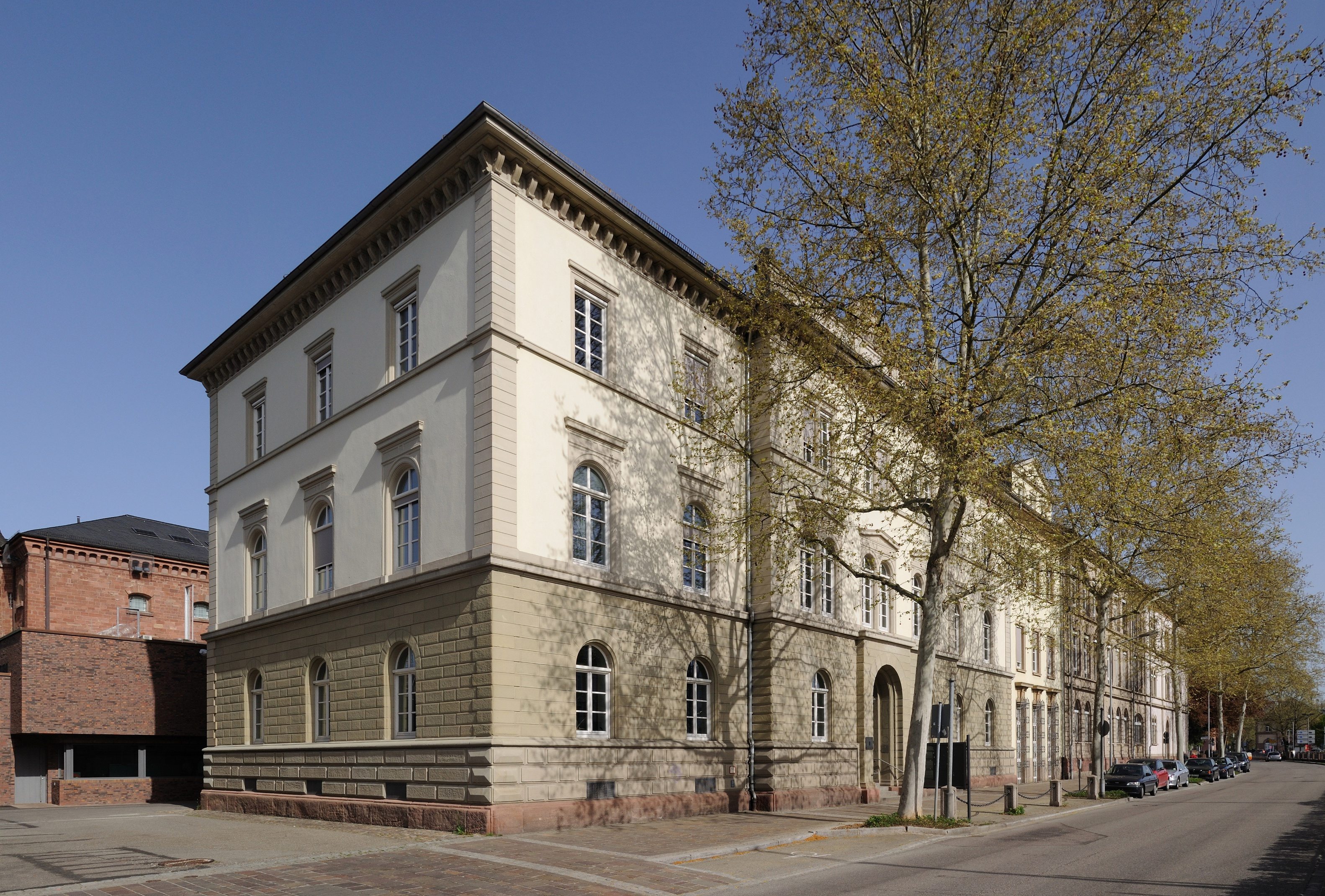
Amtsgericht Lörrach, hier: das Hauptgebäude Bahnhofstraße 4

Das Amtsgericht Lörrach ist ein Gericht der ordentlichen Gerichtsbarkeit mit Sitz in Lörrach. Es gehört zum Landgerichtsbezirk Freiburg im Breisgau. Das Amtsgericht hatte im Jahr 2022 rund 115 Beschäftigte, davon 16 Richter und 15 Rechtspfleger.

## Geschichte
Das ursprünglich als „Großherzoglich Badisches Amtsgericht“ im Jahr 1865 eingeweihte Gericht wurde von Jakob Friedrich Alois Hemberger als eines der größten Gebäude in Lörrach gebaut. Beim Bau des Gebäudes wurde ein aus der Schweiz stammender Sandstein verwendet. Das Bauwerk, welches stilistisch auf Renaissanceformen zurückgreift hat den Palazzo della Cancelleria in Rom zum Vorbild.
Aus einer Verordnung vom 18. Juli 1857 stammt die Bestimmung: „Die Rechtspflege der Ämter wird mit dem 1. September des Jahres 1857 von selbstständigen Amtsgerichten ausgeübt.“ Damit wurde 1872 das Kreisgericht aufgehoben und das Amtsgericht erhielt ein eigenes Gebäude zur Nutzung. Die Nebenstelle des Amtsgerichts (Bahnhofstr. 4a, Untere Wallbrunnstr. 17–19) erfüllte früher die Funktion des Hauptpostamts und wurde 1887 von Architekt Johann Grießer-Sutter entworfen.
Am 5. Oktober 2024 und am 20. April 2025 wurden vor dem Amtsgericht zwei Stolperschwellen zum Gedenken an die Opfer der Zwangssterilisationen und die Inhaftierung von Regimegegnern verlegt.

## Gebäudekomplex
Das Hauptgebäude befindet sich in der Bahnhofstr. 4 und liegt damit wenige Gehminuten vom Zentrum entfernt. Das denkmalgeschützte Hauptgebäude stammt aus dem Jahr 1874. Umbaumaßnahmen wurden Ende 2000 vollendet. Im Hauptgebäude befinden sich die Sitzungssäle I bis III. Weiterhin untergebracht sind die Infotheken, die Wachtmeisterei und Verhandlungszimmer. Im nichtöffentlichen Teil befinden sich Verwaltung, die Zivil- und Strafabteilung sowie ab dem 1. Januar 2018 das Nachlassgericht.

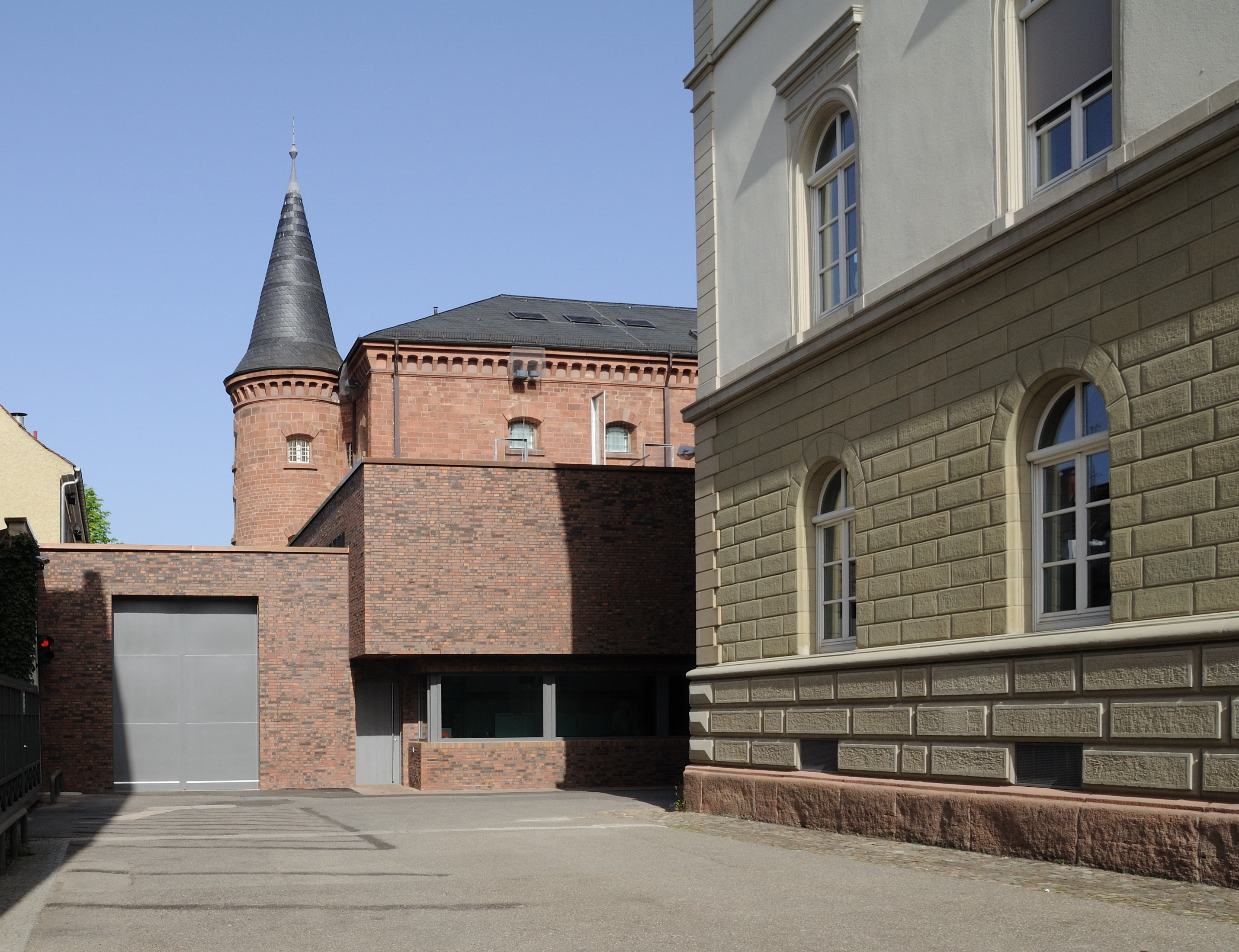
Justizvollzugsanstalt Lörrach

Im Hinterhof, hinter dem Hauptbau des Amtsgerichtes, befindet sich der aus rotem Standstein erbaute Turm mit schwarzem spitzen Kegeldach, der Bautrakt des Amtsgefängnisses gehört. Der quaderförmige Gefängnisbau ist ebenfalls aus rotem Standstein ausgeführt und hat ein Walmdach mit schwarzen Schindeln. Das Gefängnis in Lörrach ist eine von zwei Außenstellen der Justizvollzugsanstalt Freiburg.
Das Nebengebäude trägt die Adresse Bahnhofstr. 4a und heißt wegen dessen früherer Nutzung auch Alte Post. Hier befinden sich die Sitzungssäle IV und V. Untergebracht sind ebenfalls die Staatsanwaltschaft Freiburg, Zweigstelle Lörrach, das Familiengericht, die Zwangsvollstreckungsabteilung, die Insolvenzabteilung, ein Ausbildungszentrum und das Betreuungsgericht.
Im Treppenhaus des Gebäudes Bahnhofstraße 4 finden sich als Kunst am Bau mehrere Steinskulpturen von Bernd Goering, im Haus Bahnhofstraße 4a sind Bildtafeln von Gerta Haller (1919–2003) und Hans Gottfried Schubert (* 1936).

## Zuständigkeit

### Sachliche Zuständigkeit
Das Amtsgericht in Lörrach ist erstinstanzliches Gericht in Zivil-, Familien- und Strafsachen. Beim Amtsgericht wird außerdem das Vereinsregister geführt. Da das Amtsgericht Lörrach als Vollstreckungsgericht fungiert, ist es für alle Zwangsvollstreckungssachen zuständig, bei denen der Schuldner seinen Wohnsitz im Gerichtsbezirk hat.
Die Landwirtschaftssachen sind seit dem 1. Januar 1998 dem Amtsgericht Freiburg zugewiesen. Seit dem 1. Januar 1999 ist das Amtsgericht auch Insolvenzgericht. Es ist zuständig für ca. 166.000 Gerichtsansässige.
Die Abteilungen im Amtsgericht Lörrach sind:
- Zivilabteilung
- Strafabteilung
- Familiengericht
- Betreuungsgericht
- Zwangsversteigerungs- und Zwangsverwaltungsabteilung
- Mobiliarvollstreckungsabteilung
- Insolvenzabteilung
- Nachlassgericht
- Rechtsantragsstelle

### Örtliche Zuständigkeit
Der Gerichtsbezirk des Amtsgerichts Lörrach umfasst die Städte und Gemeinden Bad Bellingen, Binzen, Efringen-Kirchen, Eimeldingen, Fischingen, Grenzach-Wyhlen, Inzlingen, Kandern, Lörrach, Malsburg-Marzell, Rheinfelden (Baden), Rümmingen, Schallbach, Schliengen, Schwörstadt, Steinen, Weil am Rhein und Wittlingen.